# Монженевр
Монжене́вр (фр. Montgenèvre, окс. Montginebre, итал. Monginebro) — коммуна во Франции, находится в регионе Прованс — Альпы — Лазурный Берег. Департамент коммуны — Верхние Альпы. Входит в состав кантона Северный Бриансон. Округ коммуны — Бриансон.
Код INSEE коммуны — 05085.
Монженевр — старейший французский горнолыжный курорт, зимой 2007 года отметивший своё столетие.

## Население
| Год  | Численность | Численность |
| ---- | ----------- | ----------- |
| 1968 | 264         | [ 1 ]       |
| 1975 | 338         | [ 1 ]       |
| 1982 | 459         | [ 1 ]       |
| 1990 | 519         | [ 1 ]       |
| 1999 | 497         | [ 1 ]       |
| 2006 | 471         | [ 1 ]       |
| 2011 | 521         | [ 1 ]       |
| 2013 | 530         |             |
| 2015 | 510         | [ 2 ]       |
| 2016 | 499         | [ 3 ]       |
| 2017 | 456         | [ 4 ]       |
| 2018 | 456         | [ 5 ]       |
| 2019 | 454         | [ 6 ]       |
| 2020 | 452         | [ 7 ]       |
| 2021 | 457         | [ 8 ]       |
| 2022 | 459         | [ 9 ]       |

## Экономика
В 2007 году среди 320 человек в трудоспособном возрасте (15—64 лет) 266 были экономически активными, 54 — неактивными (показатель активности — 83,1 %, в 1999 году было 83,6 %). Из 266 активных работали 259 человек (139 мужчин и 120 женщин), безработных было 7 (1 мужчина и 6 женщин). Среди 54 неактивных 16 человек были учениками или студентами, 22 — пенсионерами, 16 были неактивными по другим причинам.

## Достопримечательности
- Церковь Сен-Морис, перестроена в XVIII веке, реконструирована в 2006 году.
- Обелиск Наполеона, открыт 12 апреля 1804 года.
- Часовня Нотр-Дам-де-Сет-Дулёр, восстановлена и перекрашена в 1996 году.
- Часовня Св. Анны.
- Часовня Сен-Рош.
- Солнечные часы.
- Церковь Сен-Клод.